# Charmoille (Doubs)
Pour les articles homonymes, voir Charmoille.
Charmoille est une commune française située dans le département du Doubs, la région culturelle et historique de Franche-Comté et la région administrative Bourgogne-Franche-Comté.
Ses habitants sont appelés les Charmoillots.

## Géographie

### Climat
Pour des articles plus généraux, voir Climat de la Bourgogne-Franche-Comté et Climat du Doubs.
En 2010, le climat de la commune est de type climat de montagne, selon une étude du Centre national de la recherche scientifique s'appuyant sur une série de données couvrant la période 1971-2000. En 2020, Météo-France publie une typologie des climats de la France métropolitaine dans laquelle la commune est exposée à un climat de montagne ou de marges de montagne et est dans la région climatique  Jura, caractérisée par une forte pluviométrie en toutes saisons (1 000 à 1 500 mm/an), des hivers rigoureux et un ensoleillement médiocre. 
Pour la période 1971-2000, la température annuelle moyenne est de 8,3 °C, avec une amplitude thermique annuelle de 16,9 °C. Le cumul annuel moyen de précipitations est de 1 458 mm, avec 11,4 jours de précipitations en janvier et 11,3 jours en juillet. Pour la période 1991-2020, la température moyenne annuelle observée sur la station météorologique de Météo-France la plus proche, « Sancey-le-grand », sur la commune de Sancey à 9 km à vol d'oiseau, est de 10,2 °C et le cumul annuel moyen de précipitations est de 1 161,7 mm. 
La température maximale relevée sur cette station est de 37,9 °C, atteinte le 24 juillet 2019 ; la température minimale est de −22 °C, atteinte le 20 décembre 2009,,. 
Les paramètres climatiques de la commune ont été estimés pour le milieu du siècle (2041-2070) selon différents scénarios d'émission de gaz à effet de serre à partir des nouvelles projections climatiques de référence DRIAS-2020. Ils sont consultables sur un site dédié publié par Météo-France en novembre 2022.

## Urbanisme

### Typologie
Au 1er janvier 2024, Charmoille est catégorisée commune rurale à habitat dispersé, selon la nouvelle grille communale de densité à 7 niveaux définie par l'Insee en 2022.
Elle est située hors unité urbaine et hors attraction des villes,.

### Occupation des sols
L'occupation des sols de la commune, telle qu'elle ressort de la base de données européenne d’occupation biophysique des sols Corine Land Cover (CLC), est marquée par l'importance des territoires agricoles (49,3 % en 2018), une proportion sensiblement équivalente à celle de 1990 (49,5 %). La répartition détaillée en 2018 est la suivante : 
forêts (46,8 %), zones agricoles hétérogènes (25,3 %), prairies (24 %), zones urbanisées (3,9 %). L'évolution de l’occupation des sols de la commune et de ses infrastructures peut être observée sur les différentes représentations cartographiques du territoire : la carte de Cassini (XVIIIe siècle), la carte d'état-major (1820-1866) et les cartes ou photos aériennes de l'IGN pour la période actuelle (1950 à aujourd'hui).

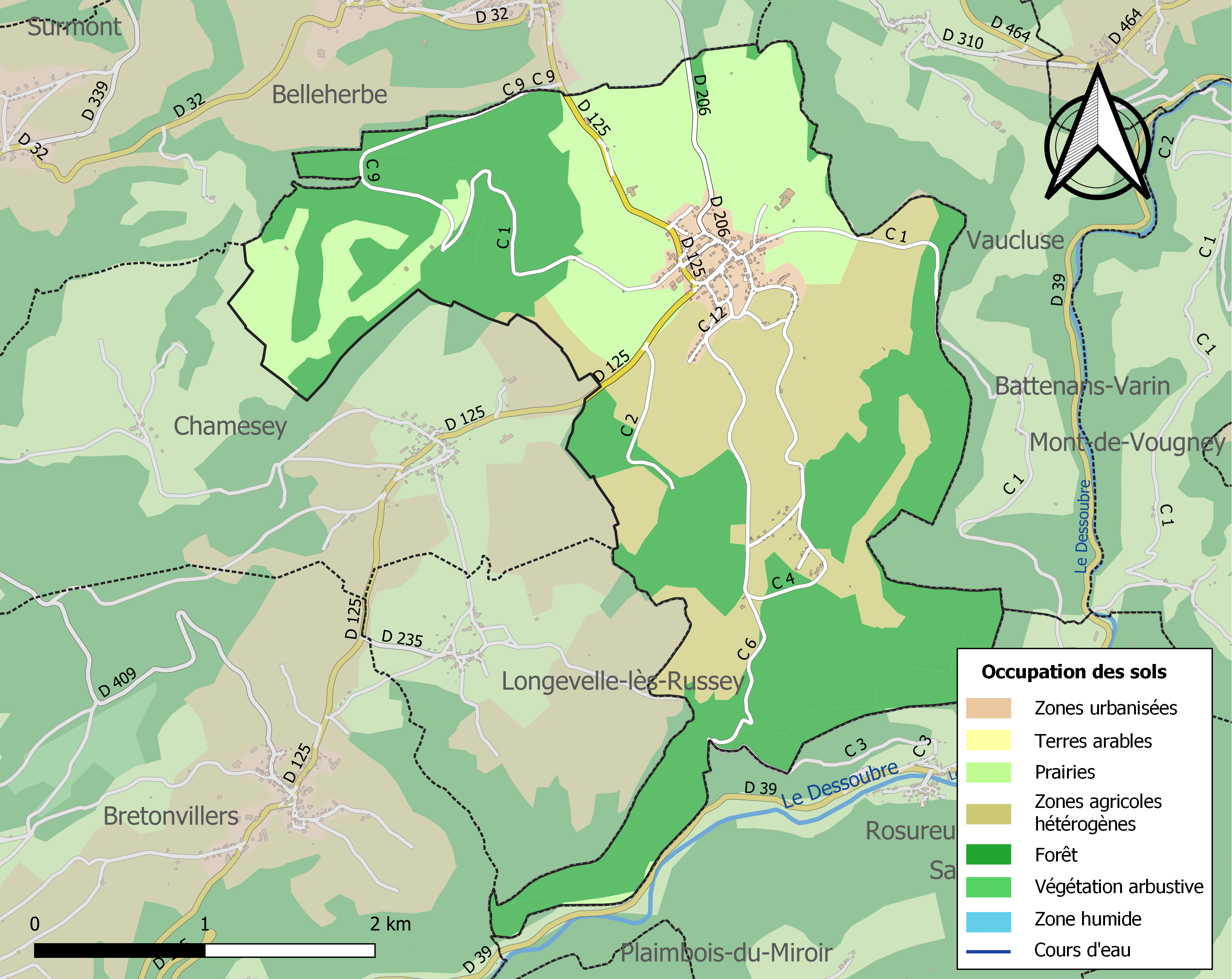
Carte des infrastructures et de l'occupation des sols de la commune en 2018 (CLC).

## Toponymie
Charmoilles en 1316, 1584 ; Charmoille depuis 1417.

## Histoire
Au XIVe siècle, la famille de Belvoir, par le biais de ses vassaux (les Sancey et les Provenchère) détient les droits sur les terres de Charmoille.
Au XVe siècle, le fief des Sancey passe aux frères Baumotte. Les biens de Charmoille font partie de la chevance dite plus tard "de Sauvigney". Les Baumotte en font la reprise le 4 Juillet 1545. Cette chevance est ensuite la propriété des Huot d'Ambre. Les habitants sont soit de franche condition pour ceux relevants de la seigneurie de Châtillon, soit mainmortables. En 1614, le village compte 60 habitants. Dans la deuxième partie du siècle, il n'en reste que 36 à la suite du passage des mercenaires suédois de Weimar.
Au XVIIIe siècle, les habitants de Charmoille accueillent favorablement les idées révolutionnaires, le village devient alors le siège du comité de salut public du canton de Vaucluse.

## Politique et administration

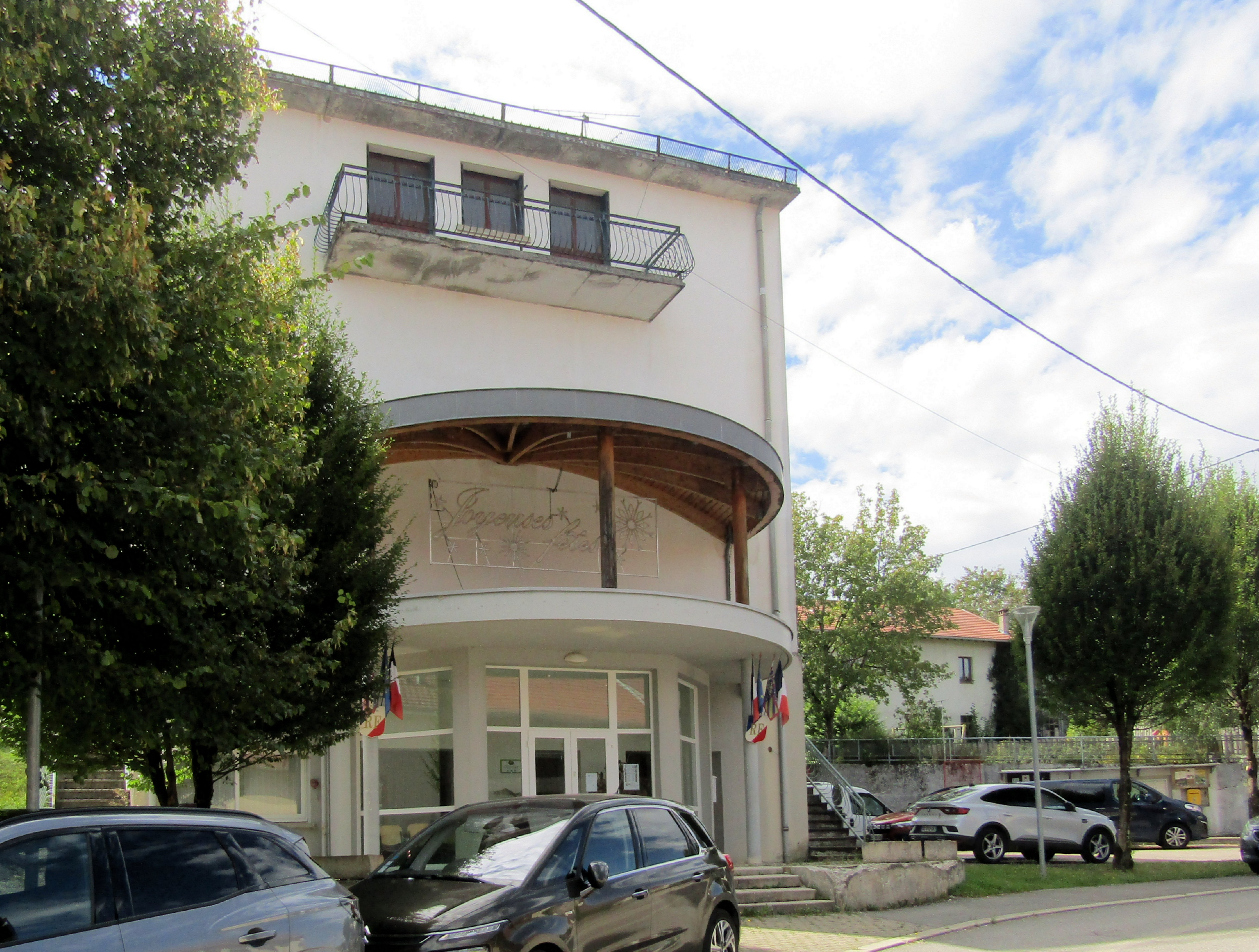
La mairie.

| Période                                  | Période  | Identité         | Étiquette | Qualité |
| ---------------------------------------- | -------- | ---------------- | --------- | ------- |
| 1995                                     |          | André Chapuis    |           |         |
| 2001                                     | mai 2020 | Christian Hérard |           |         |
| Mai 2020                                 | En cours | Vincent Courty   |           |         |
| Les données manquantes sont à compléter. |          |                  |           |         |

## Démographie
L'évolution du nombre d'habitants est connue à travers les recensements de la population effectués dans la commune depuis 1793. Pour les communes de moins de 10 000 habitants, une enquête de recensement portant sur toute la population est réalisée tous les cinq ans, les populations de référence des années intermédiaires étant quant à elles estimées par interpolation ou extrapolation. Pour la commune, le premier recensement exhaustif entrant dans le cadre du nouveau dispositif a été réalisé en 2008.

En 2022, la commune comptait 319 habitants, en évolution de −3,92 % par rapport à 2016 (Doubs : +1,88 %, France hors Mayotte : +2,11 %).
| 1793 | 1800 | 1806 | 1821 | 1831 | 1836 | 1841 | 1846 | 1851 |
| ---- | ---- | ---- | ---- | ---- | ---- | ---- | ---- | ---- |
| 376  | 396  | 422  | 399  | 402  | 447  | 481  | 463  | 463  |

| 1856 | 1861 | 1866 | 1872 | 1876 | 1881 | 1886 | 1891 | 1896 |
| ---- | ---- | ---- | ---- | ---- | ---- | ---- | ---- | ---- |
| 433  | 436  | 467  | 442  | 445  | 439  | 420  | 418  | 419  |

| 1901 | 1906 | 1911 | 1921 | 1926 | 1931 | 1936 | 1946 | 1954 |
| ---- | ---- | ---- | ---- | ---- | ---- | ---- | ---- | ---- |
| 417  | 405  | 416  | 317  | 340  | 344  | 360  | 391  | 401  |

| 1962 | 1968 | 1975 | 1982 | 1990 | 1999 | 2006 | 2008 | 2013 |
| ---- | ---- | ---- | ---- | ---- | ---- | ---- | ---- | ---- |
| 381  | 356  | 326  | 316  | 298  | 297  | 302  | 303  | 326  |

| 2018 | 2022 | - | - | - | - | - | - | - |
| ---- | ---- | - | - | - | - | - | - | - |
| 327  | 319  | - | - | - | - | - | - | - |

## Culture locale et patrimoine

### Lieux et monuments
- L'église Saint-Ursin.
- La chapelle Saint-Claude.
- Le belvédère de Hauteroche qui offre une belle vue sur la vallée du Dessoubre et le village de Rosureux. Son accès est facile depuis le village de Charmoille et on trouve des tables de pique-nique sur place.
- Un cinéma arts et essais, fondé en 1962 et toujours existant aujourd'hui (2023). Avec 325 habitants, Charmoilles est la plus petite commune de France à avoir un cinéma permanent[20]. Il a été refait en 2022 et compte 212 sièges[20].

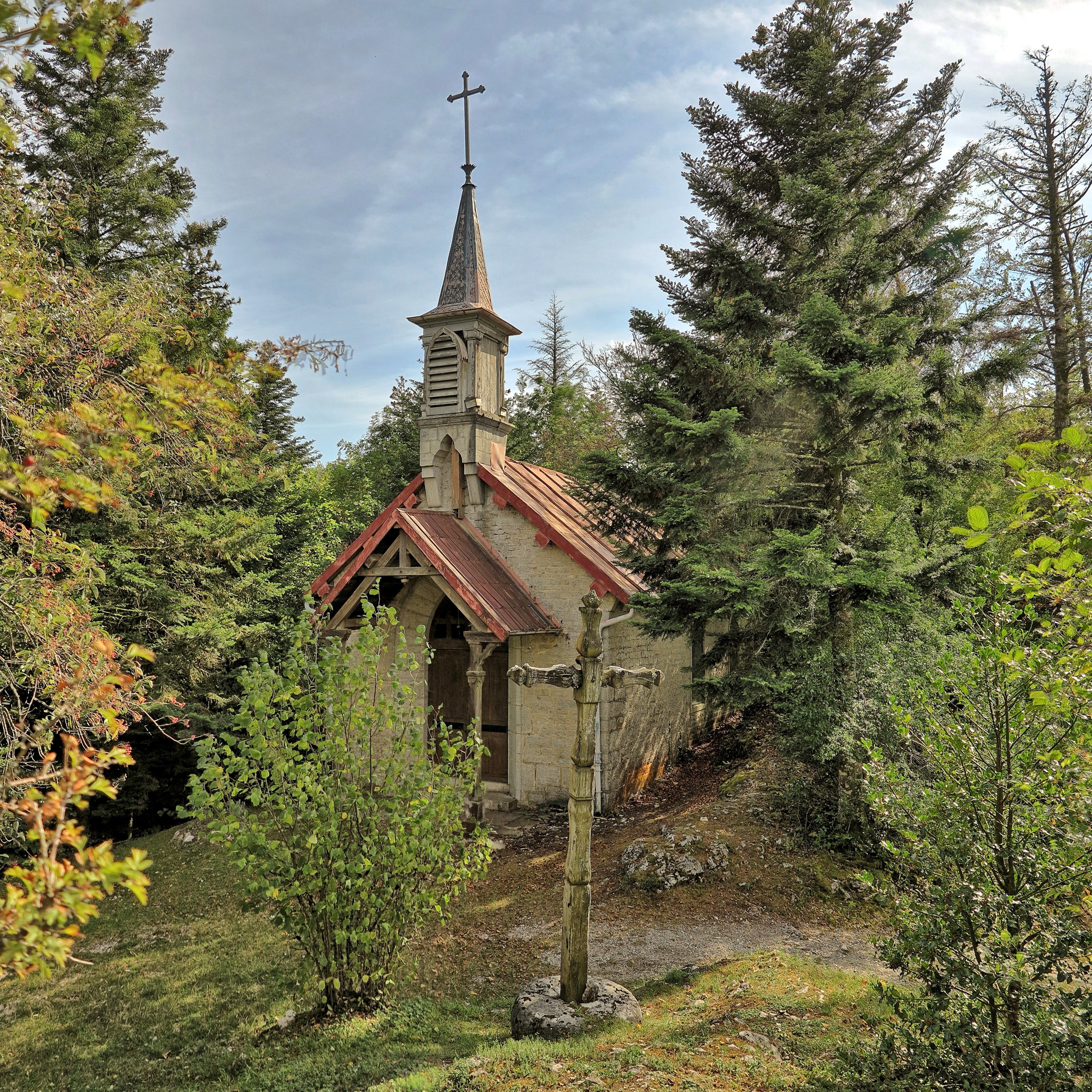
La chapelle Saint-Claude.
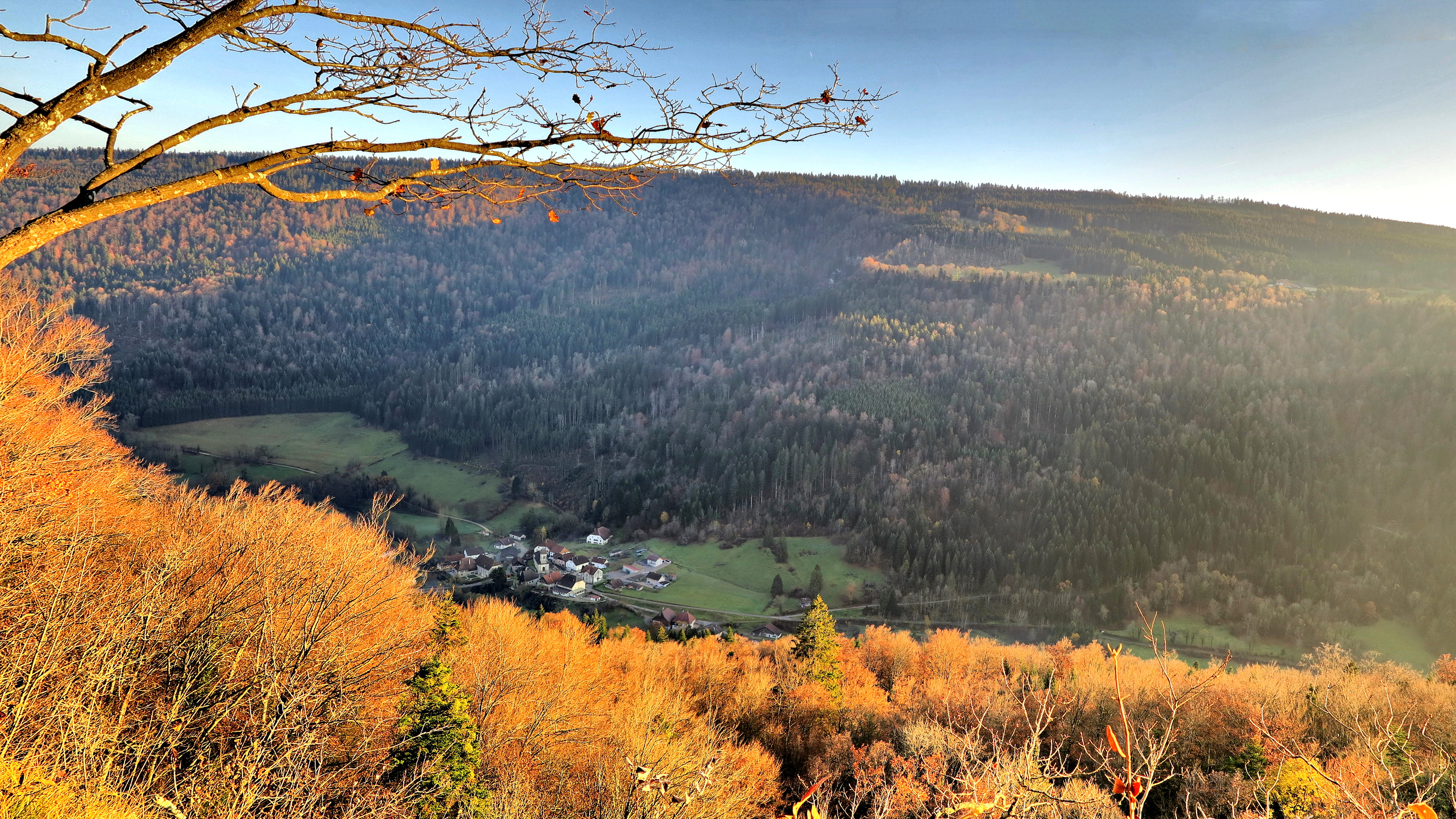
Rosureux et la vallée du Dessoubre depuis le belvédère de Hauteroche.
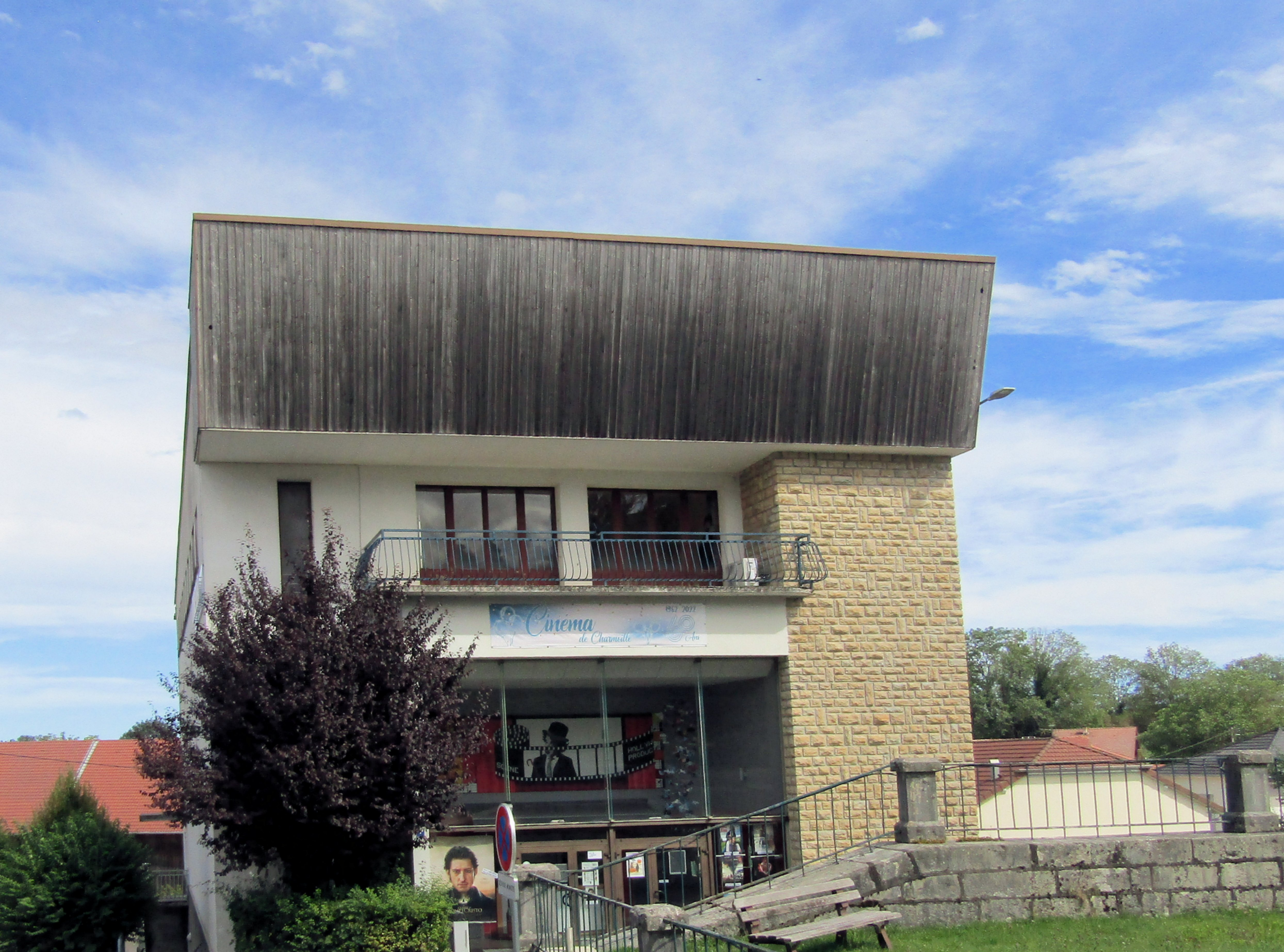
Le cinéma à Charmoille.

### Héraldique
| Blason de Charmoille | Blason  | Divisé en chevron de sinople et de sable, au chevron d’argent brochant sur la partition, sommé de deux rameaux de charme adossés de même, fruités d’or, unis au chevron, ce dernier accompagné en pointe d’un soleil non figuré de douze rais d’or, son disque partiellement bordé d’un croissant d’argent tourné en bande. |
| Blason de Charmoille | Détails | Armes parlantes. Le sinople (vert) évoque les forêts et les pâturages ; le blanc rappelle également la production laitière qui découle de l'élevage. Le chevron évoque encore une charpente stylisée, symbolisant ainsi l'exploitation du bois et les activités économiques locales liées au bâtiment; Le soleil à 12 rayons chargé d'un croissant de lune symbolise le temps qui passe et sa mesure, et donc l'industrie horlogère : douze rayons pour les douze heures du jour (soleil) comme de la nuit (lune). La lune est croissante, pour montrer la volonté de développement et de dynamisme de la commune, tout en gardant une harmonie avec l'environnement (le vert). Le statut officiel du blason reste à déterminer. |